# Porte de Puy-Charraud
La porte de Puy-Charraud est une porte de ville située à La Souterraine dans le département français de la Creuse, en région Nouvelle-Aquitaine.

## Historique
La porte de Puy-Charraud fait partie des vestiges des fortifications médiévales de La Souterraine. Elle pourrait dater du XIVe siècle et appartient à la seconde enceinte, reconstruite au XIIIe siècle après la destruction de la première en 1207 par Hugues IX de Lusignan. Seules deux portes subsistent aujourd'hui : la porte Saint-Jean et la porte de Puy-Charraud,.

### Protection
La porte et les restes des remparts sont inscrits au titre des monuments historiques par arrêté du 17 juin 1941.

## Description
Construite en granite, la porte de Puy-Charraud se compose d’un passage voûté en berceau surbaissé entre deux piédroits. L’un d’eux abrite un escalier en colimaçon menant à un ancien corps de garde. Le passage était fermé par une porte à cintre brisé dotée d’une herse.